# Geelpoottinamoe
De geelpoottinamoe (Crypturellus noctivagus) is een vogel uit de familie tinamoes (Tinamidae). De wetenschappelijke naam van de soort is voor het eerst geldig gepubliceerd in 1820 door Wied.

## Beschrijving
De geelpoottinamoe wordt ongeveer 28–31 cm groot. De rug en vleugels zijn grijs met zwarte strepen, de nek en borst zijn ook grijs en de buik is wit.

## Voedsel
De geelpoottinamoe eet vooral vruchten van de grond of lage struiken, maar ook zaden, bloemen, bladeren, wortels en ongewervelden.

## Voortplanting
Het mannetje paart met ongeveer vier vrouwtjes, die de eieren in een nest in dicht struikgewas legt. Daarna broedt het mannetje de eieren uit en voedt hij de jongen op. De jongen worden volwassen na 2-3 weken.

## Voorkomen
De soort is endemisch in Brazilië en telt twee ondersoorten:
- C. n. zabele: noordoostelijk Brazilië.
- C. n. noctivagus: zuidoostelijk Brazilië.

## Beschermingsstatus
Op de Rode Lijst van de IUCN heeft de soort de status gevoelig.